# Королева Ізабелла (смарагд)

Королева Ізабелла.

«Короле́ва Ізабе́лла» — один із найбільш унікальних смарагдів усіх часів. «Королева Ізабелла» (вагою у 964 карата).

## Історія смарагда
Вперше з'являється в історії як одна з коштовностей конкістадора Ернана Кортеса, очевидно зі скарбів ацтеків. Конкістадор назвав камінь іменем іспанської королеви Ізабелли, яка померла у 1504 році, в час його висадки в Новому Світі.
Кортес подарував цей смарагд разом з великою кількістю інших чудових каменів своїй другій дружині Хуані де Суніг на день їх весілля. Майже через два сторіччя родина Суніг вирішила перевезти ці скарби в Іспанію й зафрахтувала невеликий вітрильник, який затонув разом з дорогоцінностями поблизу берегів Флориди. У 1993 році команда професійних підводників-археологів на чолі з В. Бенілу провела операцію по підняттю решток корабля. Серед врятованих скарбів Кортеса були сотні унікальних ювелірних виробів ацтеків і мая, славнозвісний монокристалічний череп з гірського кришталю, 25 тис. карат відполірованих смарагдів, і «Королева Ізабелла», яка була оцінена у суму 116 млн франків.